# إدوين تشيني
إدوين تشيني (بالإنجليزية: Edwin Cheney) هو مهندس أمريكي، ولد في 13 يونيو 1869، وتوفي في 18 ديسمبر 1942.